# زندگی و ماجراجویی‌های مارتین چوزلویت
زندگی و ماجراجویی‌های مارتین چوزلویت (به انگلیسی: Martin Chuzzlewit) نام یک کتاب ادبی است که توسط چارلز دیکنز، نویسندهٔ اهل انگلستان نوشته شده‌است.